# Ludwig Wilhelm zu Dohna-Lauck
Burggraf und Graf Ludwig Wilhelm zu Dohna-Lauck (* 24. Februar 1805 in Pultusk, Neuostpreußen; † 10. März 1895 in Berlin) war ein preußischer Beamter und Politiker.

## Leben
Ludwig Wilhelm zu Dohna-Lauck studierte von 1823 bis 1826 an der Albertus-Universität Königsberg Rechtswissenschaft und war Mitglied der burschenschaftlichen Pappenhemia. 1828 wurde er Gerichtsreferendar und 1835 Oberlandesgerichtsassessor am Oberlandesgericht Königsberg. Bereits 1831 wurde er Besitzer des Rittergutes Wesselshöfen bei Heiligenbeil, wo er ab 1838 das Amt des Landschaftsrats übernahm. Seit 1842 Landrat in Insterburg, wurde er 1844 zum Landschaftsdirektor und 1853 zum Generallandschaftsdirektor der Ostpreußischen Generallandschaftsdirektion  ernannt. 1845 gehörte er erstmals dem Provinziallandtag der Provinz Preußen an. 1847 war er Abgeordneter im Vereinigten Landtag. Vom 20. Mai bis zum 7. August 1848 vertrat er den Wahlkreis Heiligenbeil in der Frankfurter Nationalversammlung, wo er als fraktionsloser Abgeordneter in der Regel mit der Casino-Fraktion stimmte. 1849 wurde er Abgeordneter im Preußischen Abgeordnetenhaus, wo er ebenfalls dem rechten Centrum zugerechnet wurde.
Dohna-Lauck war verheiratet mit Fanny Aronson. Aus dieser Ehe stammt die Tochter Friedrike Burggräfin und Gräfin zu Dohna-Lauck (* 22. Dezember 1832 auf Gut Wesselshöfen bei Heiligenbeil, Ostpreußen; † 8. April 1910 in Freiburg im Breisgau), die am 28. Juli 1873 in Königsberg i. Pr. den späteren Regierungspräsidenten Wilhelm von Saltzwedel heiratete und dessen zweite Ehefrau wurde.